# Тарасівська сільська рада (Тячівський район)
| Тарасівська сільська рада — колишній орган місцевого самоврядування у Тячівському районі Закарпатської області з адміністративним центром у с. Тарасівка. Сільській раді підпорядковані населені пункти: - с. Тарасівка |

## Склад ради
Рада складається з 20 депутатів та голови.

## Керівний склад сільської ради
| ПІБ                    | Основні відомості                                                               | Дата обрання | Дата звільнення |
| ---------------------- | ------------------------------------------------------------------------------- | ------------ | --------------- |
| Декет Іван Іванович    | Сільський голова, 1955 року народження, освіта, безпартійний                    | 26.03.2006   | 31.10.2010      |
| Декет Іван Іванович    | Сільський голова, 1955 року народження, освіта середня спеціальна, безпартійний | 31.10.2010   | 17.10.2012      |
| Руснак Любов Василівна | Сільський голова, 1973 року народження, освіта вища, позапартійна               | 02.06.2013   |                 |

Примітка: таблиця складена за даними джерела